# Paradoxurus
Paradoxurus (F.Cuvier, 1821) è un genere di carnivori della famiglia dei Viverridi, comunemente noti come zibetti delle palme.

## Descrizione

### Dimensioni
Al genere Paradoxurus appartengono carnivori di medie dimensioni con la lunghezza della testa e del corpo fino a 570 mm, la lunghezza della coda fino a 470 mm e un peso fino a 3 kg.

### Caratteristiche craniche e dentarie
Sono caratterizzati dalla seguente formula dentaria:

### Aspetto
Il corpo è lungo e snello, le gambe sono relativamente corte, la coda è lunga quasi quanto la testa ed il corpo. La pelliccia è composta da lunghi peli scuri e da una sotto-pelliccia più o meno consistente. Sono normalmente presenti delle macchie disposte in linea lungo il dorso, anche se talvolta sono nascoste dai lunghi peli scuri. La testa è larga, il muso è appuntito, con il naso largo, attraversato da un solco profondo che separa le narici, leggermente proiettate in avanti ed in alto; le orecchie sono grandi e arrotondate. Hanno l'andatura semi-plantigrada, con il tallone ricoperto di peli. Gli artigli sono semi-retrattili. le zampe hanno cinque dita e sono adattate alla vita arboricola. Entrambi i sessi hanno delle ghiandole odorifere perianali, contenenti una secrezione nauseabonda utilizzata in caso di pericolo.

## Distribuzione
Il genere è diffuso nel Subcontinente Indiano, in Indocina, Cina meridionale, Indonesia, Filippine e in Africa.  È inoltre stato introdotto dall'uomo in epoca recente sull'Isola di Sulawesi, sulle Piccole Isole della Sonda e sulle Isole Molucche.

## Tassonomia
Sono state riconosciute cinque specie:
- Paradoxurus aureus
- Paradoxurus hermaphroditus
- Paradoxurus jerdoni
- Paradoxurus montanus
- Paradoxurus stenocephalus

Recenti studi effettuati nello Sri Lanka hanno evidenziato che esistono tre differenti forme endemiche sull'isola e che il nome scientifico Paradoxurus zeylonensis è un sinonimo di Paradoxurus hermaphroditus.